# Фейжо (Акри)

Фейжо на карте штата

Фейжо (порт. Feijó) — муниципалитет в Бразилии, входит в штат Акри. Составная часть мезорегиона Вали-ду-Журуа. Входит в экономико-статистический микрорегион Тарауака. Население составляет 32 412 человек на 2010 год. Занимает площадь 27 975,439 км². Плотность населения — 1,16 чел./км².

## История
Город основан 3 мая 1906 года.

## Границы
Муниципалитет граничит:
- на севере — штат Амазонас
- на северо-востоке — муниципалитеты  Тарауака, Жордан
- на востоке — муниципалитет Мануэл-Урбану
- на юге — Перу
- на юго-востоке — муниципалитет Санта-Роза-ду-Пурус
- на западе — муниципалитет Жордан

## Демография
Согласно сведениям, собранным в ходе переписи 2010 г. Национальным институтом географии и статистики (IBGE), население муниципалитета составляет:
| Полное население                               | Полное население                               | Полное население                               | Полное население                               | 32 412 |
| ---------------------------------------------- | ---------------------------------------------- | ---------------------------------------------- | ---------------------------------------------- | ------ |
| в том числе:                                   | Городское население                            | 16 636                                         | Процент городского населения, %                | 51,33  |
|                                                | Сельское население                             | 15 776                                         | Процент сельского населения, %                 | 48,67  |
|                                                | Мужское население                              | 16 716                                         | Процент мужского населения, %                  | 51,57  |
|                                                | Женское население                              | 15 696                                         | Процент женского населения, %                  | 48,43  |
| Плотность населения, чел/км²                   | Плотность населения, чел/км²                   | Плотность населения, чел/км²                   | Плотность населения, чел/км²                   | 1,34   |
| Население муниципалитета в % к населению штата | Население муниципалитета в % к населению штата | Население муниципалитета в % к населению штата | Население муниципалитета в % к населению штата | 4,42   |

По данным оценки 2015 года, население муниципалитета составляет 32 385 жителей.

## Важнейшие населенные пункты
| № | Населённый пункт | Населённый пункт (порт.) | Категория | Население чел. (2010) | На карте                       |
| - | ---------------- | ------------------------ | --------- | --------------------- | ------------------------------ |
| 1 | Фейжо            | Feijó                    | город     | 16 636                | 8°09′46″ ю. ш. 70°21′15″ з. д. |

## Статистика
- Валовой внутренний продукт на 2005 год составляет 144 976 569,00 реалов (данные: Бразильский институт географии и статистики).
- Валовой внутренний продукт на душу населения на 2005 год составляет 3791,13 реал (данные: Бразильский институт географии и статистики).
- Индекс развития человеческого потенциала на 2000 год составляет 0,541 (данные: Программа развития ООН).

## География
Климат местности: экваториальный.